# サム・シンガー
サム・シンガー （Sam Singer、1912年8月27日– 2001年1月25日） は、アメリカ合衆国のアニメプロデューサー。 彼は後に初期のエピソードの一部としても登場した漫画、彼は、 『パウワウ坊や』の制作総指揮を務めたことでも知られており、このアニメはのちに初期の『キャプテンカンガルー』にて放送された。 
また、彼は 『バッキーとペピート』や『The Adventures of Paddy the Pelican』にて監督を務めた。 
アニメーション歴史家のジェリー・ベック（Jerry Beck）は、シンガーが手掛けた作品群がいずれも低予算で評判が悪かったことに触れ、「アニメ界のエド・ウッド 」と呼んでいる。 

## フィルモグラフィ
- パウワウ坊や （1949）
- The Adventures of Paddy the Pelican（英語版）（1950）
- バッキーとペピート （1959）
- カレイジャス・キャット （1960）
- 少年シンドバッド（1965）